# Dunloy
Dunloy är en ort i Storbritannien.   Den ligger i riksdelen Nordirland, i den västra delen av landet, 600 km nordväst om huvudstaden London. Dunloy ligger 114 meter över havet och antalet invånare är 1 091.
Terrängen runt Dunloy är platt norrut, men söderut är den kuperad. Terrängen runt Dunloy sluttar västerut. Runt Dunloy är det ganska glesbefolkat, med 40 invånare per kvadratkilometer. Närmaste större samhälle är Ballymena, 18,5 km sydost om Dunloy. Trakten runt Dunloy består i huvudsak av gräsmarker.